# Сивиллы
Сиви́ллы, сибиллы (др.-греч. σίβυλλαι, ед. ч. σίβυλλα, лат. sibylla, sibulla, -ae) — в античной культуре пророчицы и прорицательницы, экстатически предрекавшие будущее, зачастую бедствия.

## Сообщения

### Первая Сивилла
По одной из теорий, первоначально «Сивилла» — личное имя одной из пророчиц, впервые этот персонаж, по свидетельству Плутарха, упоминается у Гераклита. Затем оно было перенесено на прочих предсказательниц. Согласно Варрону, слово Сивилла переводится как «божья воля».
Сивилла же бесноватыми устами несмеянное, неприкрашенное, неумащенное вещает, и голос её простирается на тысячу лет чрез бога
(Гераклит. Фрагмент 75 / Маркович, пер. А. В. Лебедева).
Также она упоминается у Платона и Аристофана.
Первая Сивилла была троянка, дочь Дардана и Несо. Согласно Акесандру, она победила на состязаниях в поэзии на играх по Пелию.

Гераклит утверждает, что изречения Сивиллы были порождением не человеческого ума, а скорее божественным внушением. Говорят также, что в зале собраний в Дельфах показывали камень, служивший, по преданию, седалищем первой Сивиллы, сошедшей с Геликона, где она была воспитана Музами. Некоторые же говорят, что она пришла из Малии и была дочерью Ламии и внучкой Посейдона. В одной из своих поэм Серапион говорит, что Сивилла не переставала предсказывать и по смерти, и что дух, покинувший её по смерти, даёт способность к прорицанию гадателям и предсказателям; тело же её, превратившись в землю, произрастило траву; вот почему по внутренностям животных, щипавших траву на этом месте, люди могут узнавать будущее. Он же считает, что лик, являемый луной, есть душа Сивиллы.— Климент Александрийский, «Строматы»
Климент Александрийский также упоминает, что, по мнению античных авторов, первой Сивиллой была дельфийская Фемоноя, с которой советовался Акрисий, и жила она только на 27 лет раньше Орфея, Мусея и Лина, учителя Геракла. В других источниках Фемоноя именуется Пифией.

#### Герофила
Определённую путаницу вносит имя «Герофила», которое употребляется по отношению к некоторым сивиллам из различных регионов. По одним интерпретациям, сивилл по имени Герофила было несколько, по другой — это одна и та же пророчица, жившая много столетий и много странствовавшая.
Дельфийская сивилла — Герофила (дочь Зевса и Ламии) упоминается во фрагменте Евмела Коринфского (VIII век до н. э.). По некоторым источникам, сивиллой именуется сама Ламия, дочь Посейдона, прибывшая в Дельфы из Малиды.
Греческим именем Герофила Сивилла названа в греческом рассказе, приводимом Павсанием, и её происхождение связывается с Аполлоном и музами. Имя Сивиллы ей, согласно Павсанию, было дано ливийцами. Блюстительница храма Аполлона Сминфейского, жила на Самосе, посетила Кларос, Делос, Дельфы. Умерла в Троаде, где была похоронена в роще Аполлона Сминфейского. Её вызвал из Эфеса персидский царь Кир.
Младшая Герофила, по прозвищу Сивилла, пела пророчества в Дельфах, предсказала Троянскую войну. В гимне для делосцев в честь Аполлона называет себя женой, дочерью и сестрой Аполлона; в другом пророчестве называет себя дочерью нимфы Иды и реки Аидонея. По некоторым, сивилла — это фригиянка Артемида, пришедшая в Дельфы.
Третья Герофила происходила из Эрифр. Согласно эрифрейцам, родилась в пещере на горе Корик от пастуха Феодора и нимфы. По Аполлодору Эритрейскому, предсказала, что погибнет Троя и Гомер напишет полную вымыслов поэму.

### Прочие сивиллы
В эллинистическое и римское время возникли предания о двух, четырёх или десяти сивиллах, называвшихся по местам их обитания, хотя некоторые имели собственные имена. До литературной обработки поздних римских авторов не имели личных имен, а назывались по географическим пунктам обитания. Кроме того, имя предыдущей — Герофила, часто могло на них переноситься.

#### Количество сивилл
Первоначально их было 9, однако римляне добавили десятую — Тибуртинскую, вероятно этрусского происхождения.
Согласно Лактанцию, цитировшему в IV веке утерянную работу Варрона I века до н. э., этими десятью были: Персидская, Ливийская, Дельфийская, Киммерийская, Эритрейская, Самейская, Кумская, Геллеспонтская, Фригийская и Тибуртинская.
Из них наиболее прославленными были три — Дельфийская, Эритрейская и Кумская.

#### Предсказания
Подобно пифийским оракулам, предсказания сивилл делались обычно в стихотворной форме — гекзаметром. Считалось, что сивилла может предсказывать на тысячу лет вперёд, поэтому одна якобы предсказала извержение Везувия и указала место битвы, положившей конец независимости Древней Греции.

### Кумская сивилла
Согласно греческой мифологии, кумская сивилла была греческой жрицей, покинувшей Эрифры и жившей в городе Кумы (Италия). Она была возлюбленной Аполлона, получившей от бога дар прорицания и жизнь, длившуюся ровно столько, сколько жрица будет находиться вдали от родной земли. По одной из версий предания, Аполлон отмерил этой сивилле столько лет жизни, сколько песчинок поместилось у неё в горсти. Однако она не подумала испросить у бога продления молодости, и потому медленно высыхала, пока не превратилась в крошечное сморщенное существо, мечтающее лишь о смерти.
Прожила тысячу лет и умерла дряхлой старухой, когда к ней случайно заехали греки, привезшие с собой горсть родной земли. (Сограждане прислали ей письмо, запечатанное белой глиной, она увидела его и умерла). Согласно Овидию, ко времени встречи с Энеем прожила уже 700 лет.
Её посещает Эней в «Энеиде» Вергилия. По версии, Эней посетил сивиллу в Иде в Эритрах, ему предсказали плыть на запад, пока не съедят столы.

## Сивиллы в христианстве
Предсказания сивилл, истолкованные как пророчества о воплощении Христа, получили у христианских богословов положительную оценку с первых веков христианства. Иустин Философ в середине II века в своей первой Апологии пишет:

Но по действию злых демонов определена смертная казнь тем, кто станет читать книги Истаспа или Сивиллы или пророков, чтобы страхом отвратить читающих людей от научения доброму, и удержать их в рабстве своем; чего, впрочем, не могли они сделать навсегда; потому что не только мы сами безбоязненно читаем те книги, но и вам, как видите, представляем на усмотрение, будучи уверены, что они понравятся всем.
— Иустин Философ, Апология I
Евсевий Кесарийский относил к сивиллам Мириам — сестру Моисея, которая в Библии именуется пророчицей (Исх. 15:20).
Эритрейская сивилла предсказала приход Христа. Её своими глазами видел Трималхион.
Уже в IV веке в христианской среде было широко распространено представление об особом мистическом смысле «Четвертой эклоги» Вергилия, написанной в честь рождения сына у друга и покровителя, поэта Поллиона; с этим событием, как писал Вергилий, Сивилла Кумская якобы связывала начало новой эры справедливости и изобилия. В христианском предании это пророчество толковали как предсказание рождения Иисуса.

## Список сивилл
| Имя                                   | Изображение | География                             | Описание | Известные пророчества |
| ------------------------------------- | ----------- | ------------------------------------- | --- | --- |
| Территория Древней Греции:            |             |                                       | | |
| Дельфийская (Артемия)                 |             | г. Дельфы                             | Имела моложавый вид, в руках носила лавровую ветвь, оплетала голову своими волосами. Жила до Троянской войны. Упоминается в «Строматах» Климента Александрийского. | |
| Фригийская (Лампуса)                  |             | г. Анкира                             | Имела старческий вид, в руке всегда носила обнажённый меч. Происходила из рода греческого прорицателя Калханта, участника Троянской войны. | |
| Колофонская                           |             |                                       | | |
| Эритрейская (Герофила или Самия)      |             | Эрифры                                | Её родителями считали Аполлона и Ламию. В руках она носила обнаженный меч, опираясь на него, и круглое яблоко, красивое как звезды, которое она бросала себе под ноги. По преданиям, жила за 483 года до падения Трои. | Согласно древней легенде, эритрейская сивилла предсказала, что Рим будет разрушен перитиями. |
| Самосская (Фито или Самонефа)         |             | о.Самос                               | Жила во II тысячелетии до н. э., ходила в разноцветной одежде, нося в руках книгу и терновый венец. | |
| Делосская                             |             | о.Делос                               | | |
| Троянская (Геллеспонтская)            |             | г.Троя                                | Жила в VI веке до н. э. во времена персидского царя Кира и афинского политика Солона. В руках она носила колосья пшеницы. | Падение Константинополя |
| Территория Древнего Востока:          |             |                                       | | |
| Персидская, Вавилонская (Самбефа)     |             | Персия                                | Жила в XIII веке до н. э., имела моложавый вид, ходила в золотых одеждах. Описана у Иустина в его «Слове к язычникам». Место её жительства определено так: «Стоит древний храм языческий, и потом озеро, которое называется Аверн. Около него по левую сторону стоит гора. В той горе просторная пещера… Там, как говорят, жила сивилла» | Ей приписывают 24 книги пророчеств. Среди них есть о делах Александра Великого, о Иисусе Христе. Её пророчества относят к 1248 году до н. э.. |
| Халдейская                            |             |                                       | | |
| Египетская (Агриппа, или Тараксандра) |             | Египет                                | В руках своих она всегда носила книгу, возраста была среднего, ходила в красной одежде. О сивилле сообщает Климент Александрийский в своём «Слове к язычникам». | Разрушение Эфесского храма и храмов Исиды и Сераписа в Египте. Есть пророчества о воплощении Иисуса Христа. |
| Палестинская (Еврейская, Сабская)     |             | Сирия                                 | Павсаний называет Сивиллой Сабской пророчицу, жившую с евреями за пределами Палестины, в Сирийских горах. Римский софист III века Элиан называл её Еврейской Сивиллой. Феофил Антиохийский пишет, что у евреев неоднократно появлялись сивиллы, подобные греческим. Сивилла Сабская часто отождествляется с царицей Савской.             | Пророчество о Животворящем Кресте |
| Территория Древнего Рима:             |             |                                       | | |
| Кумская                               |             | Кумы                                  | | «Сивиллины книги» |
| Тибуртинская (Альбунея)               |             | Италия                                | Жила во времена императора Августа. В руках носила масличную ветвь. | «Золотая легенда» упоминает её общение с Октавианом Августом по вопросу о наречении его Богом. Она явила ему на небе образ Богородицы с младенцем на руках, и Октавиан отказался от принятия такого титула. Также ею предсказано разрушение храма Януса в Риме. |
| Киммерийская (Кармента)               |             | Италия (гора Кармал), около оз. Аверн | Носила в руках цветок розы. Евандр, основатель храма Пана, так называемого Луперкиона, был её сыном. | Пророчество, что мир будет существовать 6000 лет (летоисчисление неизвестно) |

## Книги с предсказаниями сивилл

### Сивиллины книги
Так называемые «Сивиллины книги», состоявшие, как считается, из предсказаний кумской сивиллы, играли большую роль в общественной жизни римского государства.
По сообщению Дионисия Галикарнасского сивилла, явившись в Рим, предложила царю Тарквинию Гордому (или Тарквинию Приску) купить у неё эти книги за огромную цену (по Варрону, за 300 золотых филиппов), а когда тот отказался, сожгла три из них. Затем она предложила ему купить оставшиеся шесть за ту же цену и, вновь получив отказ, сожгла ещё три книги. Тогда царь по совету авгуров купил уцелевшие книги за первоначальную цену. Здесь примечательно то, что монеты филиппы названы в честь царя, жившего на два столетия позднее Тарквиния, что лишний раз доказывает дар пророчества у Сивиллы.
Позже к этим книгам были добавлены прорицания тибуртинской и других сивилл. «Сивиллины книги» хранились особой жреческой коллегией в храме Юпитера на Капитолийском холме в каменном ящике. Книги играли большую роль в религиозной жизни римлян. К ним обращались за советами в критические моменты политической и частной жизни.
В 83 году до н. э. книги сгорели, но были восстановлены при Августе и Тиберии, вновь составленный текст был пересмотрен при императоре Августе в 12 году. Вновь составленные книги находились в храме Аполлона на Палатинском холме.

В 405 году, уже в христианскую эру, они были сожжены по приказу Стилихона (правителя Западной Римской империи).
Продолжатель Феофана, описывая царствование императора Льва V Армянина (813—820 годы), сообщает, что он боялся одного предсказания, грозившего ему смертью:

Прорицание же это было сивиллино и содержалось в одной книге, хранившейся в царской библиотеке, и находились в этой книге не одни оракулы, но и изображения и фигуры грядущих царей. Был изображён там и лев и начертана буква хи, от хребта до брюха его. А позади — некий муж, с налёту наносящий смертельный удар зверю через хи. Многим показывал Лев книгу и просил разъяснений, но один лишь исполнявший тогда квесторскую должность растолковал прорицание, что де царь по имени Лев будет предан губительной смерти в день Рождества Христова.

Содержание сивиллиных книг представляло собой причудливое смешение греко-римских, этрусских, иудейских и христианских воззрений и верований. Сохранившиеся 12 сивиллиных книг относятся ко II веку до н. э. — II веку н. э. и представляют собой источник по истории иудейской и христианских религий — поздней компиляцией.

#### Предсказания сивиллиных книг
Под влиянием сивилл были введены новые обряды и культы новых божеств; толкователями изречений сивилл были жрецы.
- В 293 году до н. э. во время эпидемии чумы в Риме в Сивиллиных книгах обнаружили указание, что эпидемия прекратится, если в Рим привезут статую бога Эскулапа из асклепейона в Эпидавре; и в 291 году до н. э. на одном из островов Тибра (Тиберина) был основан храм Эскулапа[36].
- В 204 году до н. э. подобным образом из Малой Азии был перевезён чёрный камень, почитаемый фетиш Кибелы, Богини-Матери[37].

### «Оракулы Сивиллы»
Пророчества Сивиллы, поэмы, написанные от лица языческой прорицательницы Сивиллы. Составители их призывают язычников обратиться к Единому Богу, обличают идолопоклонство, зло и нечестие. Иудейским авторам принадлежат III, IV и V части книги. Датируются временем между I веком до н. э. и I веком н. э.

## В литературе
Величавый образ сивиллы, созданный Вергилием в VI песне «Энеиды», многочисленные упоминания о сивиллах у римских писателей (Тит Ливий, Варрон) и в особенности ссылки на них у христианских апологетов (Лактанций), все это способствует сохранению предания о сивиллах и Сивилиных книгах в литературе христианского средневековья (англо-нормандская обработка XII века, старофранцузские «Dits prophétiques des Sibylles», XV век) вплоть до Ренессанса, закрепившего образ сивилл в непревзойденных формах изобразительного искусства (Микеланджело).

## В изобразительном искусстве
Наиболее известными в истории искусства являются изображения сивилл на плафоне Сикстинской капеллы в Ватикане работы Микеланджело Буонарроти. Художник включил их в композицию вместе с образами ветхозаветных праотцов и пророков, так как считается, что сивиллы также в аллегорической форме возвещали о приходе Спасителя.
Доменико Гирландайо написал четырёх сивилл на сводах церкви Санта-Тринита, Флоренция.
Другие сюжеты:
- Сивилла и Эней
- Сивилла и император Август

## В музыке
В знаменитой средневековой секвенции «Dies irae» предсказание Страшного суда «удостоверяется» свидетельством (библейского царя) Давида и сивиллы (лат. teste David cum sibylla).
В эпоху Возрождения Орландо Лассо написал цикл мотетов «Пророчества сивилл» (Prophetiae sibyllarum), первый из которых стал классическим примером хроматической музыки XVI века.

## Использование имени
- В англоязычном мире распространено женское имя Сибилла (Sybil), а слово «сивилла» пишется как sibyl.
- В честь Сивиллы назван астероид (168) Сибилла, открытый в 1876 году.
- Дж. Роулинг назвала одну из героинь серии романов о Гарри Поттере этим именем.
- В честь Сивиллы назван искусственный интеллект в аниме Психопаспорт.